# Dengeki Daisy
Dengeki Daisy (jap. 電撃デイジー Dengeki deijī) – shōjo-manga autorstwa Kyōsuke Motomi. Wydawana przez japoński magazyn Betsucomi. Seria składa się z 16 tomów.
W Polsce wszystkie tomy mangi ukazały się nakładem wydawnictwa Waneko.

## Opis fabuły
Starszy brat Teru zmarł, ale przed śmiercią zdążył dać jej telefon komórkowy, dzięki któremu dziewczyna jest w stanie kontaktować się z pewnym tajemniczym chłopakiem o pseudonimie „Daisy”. Ma on pomagać Teru i wspierać ją w trudnych chwilach. Pewnego popołudnia dziewczyna przez przypadek wybija jedno ze szkolnych okien. W rezultacie jest zmuszona pracować dla zrzędliwego i okrutnego, acz niezwykle przystojnego woźnego, Tasuku Kurosakiego.

## Postacie

### Pierwszoplanowe
- Teru Kurebayashi (jap. 紅林 照 Kurebayashi Teru) – 16-letnia dziewczyna, która po śmierci swojego starszego brata zostaje sama. Jej jedyną podporą w trudnych chwilach jest Daisy. Jest to tajemniczy chłopak, z którym kontaktuje się za pomocą maili wysyłanych z telefonu komórkowego otrzymanego od zmarłego brata. Mimo że Teru nigdy nie spotkała się z nim twarzą w twarz, bezgranicznie mu ufa i jest gotowa bronić go za wszelką cenę. Przypadkowo zbija szkolne okno, w konsekwencji czego musi pracować dla nowego woźnego – Tasuku Kurosakiego. Początkowo jest negatywnie nastawiona do Kurosakiego, lecz z czasem to się zmienia. Ma 156 cm wzrostu, grupę krwi 0 i jest praworęczna[4]

- Tasuku Kurosaki (jap. 黒崎 祐 Kurosaki Tasuku) – 24-letni mężczyzna pracujący jako szkolny woźny, uzależniony od papierosów i alkoholu. Mimo jego nieprzyjemnego zachowania w stosunku do Teru, bardzo się o nią troszczy. Dziewczyna jest początkowo nieświadoma tego, że Tasuku to Daisy, haker, który pracował z jej bratem. Przyjaciółki Teru uważają, że Kurosaki jest bardzo przystojnym i atrakcyjnym chłopakiem. Czasem jest żartobliwie nazywany loliconem przez swoich znajomych, ponieważ żywi silne uczucia do licealistki. Pomimo że jest zakochany w Teru, sądzi, że nie ma prawa jej kochać, gdyż jest tym, który przyczynił się do śmierci jej brata. Ma 181 cm wzrostu, grupę krwi AB i jest leworęczny[4].

### Drugoplanowe
- Riko Onizuka (jap. 鬼塚 理子 Onizuka Riko) – 30-letnia, niezwykle piękna kobieta. Pracuje jako pedagog w szkole Teru. Jest przyjaciółką Tasuku oraz jego kompanem do picia alkoholu. Przez wzgląd na brata Teru, którego była dziewczyną, po jego śmierci pozwoliła Teru zamieszkać w swoim mieszkaniu i od tej pory traktowała ją jak młodszą siostrę.

## Manga
| Nr | Język japoński | Język japoński | Język polski | Język polski |
| Nr | Data wydania | ISBN | Data wydania | ISBN |
| --- | --- | --- | --- | --- |
| 1 | 26 października 2007 | ISBN 978-40-91313-06-5 | 20 stycznia 2012 | ISBN 978-83-62866-37-3 |
| Lista rozdziałów 1. Czy ten mężczyzna jest godny zaufania? 2. Bohater, choć tylko na chwilę 3. Wciąż jestem niedoświadczona 4. Mężczyzna jednocześnie bliski i tak daleki | Lista rozdziałów 1. Czy ten mężczyzna jest godny zaufania? 2. Bohater, choć tylko na chwilę 3. Wciąż jestem niedoświadczona 4. Mężczyzna jednocześnie bliski i tak daleki | Lista rozdziałów 1. Czy ten mężczyzna jest godny zaufania? 2. Bohater, choć tylko na chwilę 3. Wciąż jestem niedoświadczona 4. Mężczyzna jednocześnie bliski i tak daleki | Dodatek: Dengeki Daisy Extra – krótki komiks niemający żadnego wpływu na fabułę serii, opublikowany w Deluxe Betsucomi, wydanie specjalnie First Autumn Cho! Tokudai z 2007 roku. Dodatkowo autorka zamieściła kilka kącików z fanserwisem, gdzie opisała jakie miała wątpliwości co do tytułu oraz jakim samochodem ma jeździć Kurosaki. | Dodatek: Dengeki Daisy Extra – krótki komiks niemający żadnego wpływu na fabułę serii, opublikowany w Deluxe Betsucomi, wydanie specjalnie First Autumn Cho! Tokudai z 2007 roku. Dodatkowo autorka zamieściła kilka kącików z fanserwisem, gdzie opisała jakie miała wątpliwości co do tytułu oraz jakim samochodem ma jeździć Kurosaki. |
| Teru Kurebayashi, uboga stypendystka jest nękana przez wysokopostawionych przedstawicieli rady uczniowskiej. Ktoś ratuje ją z opresji rzucając w jej prześladowców piłkami tenisowymi. W radosnej euforii Teru bierze jedną z nich i przypadkowo rozbija okno. Następnego dnia zgłasza się do niej Tasuku Kurosaki, szkolny woźny, każąc jej odpracować rozbitą szybę. Teru nie wie jednak, że to on jest Daisym, jej tajemniczym przyjacielem, z którym SMSuje. W szkole pojawia się nowy nauczyciel, który informuje Teru, że jej zmarły brat w przeszłości napisał wiele cennych programów, jednak nikt nie wie gdzie one są. Niedługo potem ktoś włamuje się do jej mieszkania, na miejscu zaś dziewczyna spotyka nauczyciela. Ucieka do Kurosakiego, który udziela jej schronienia. | | | | |
| 2 | 26 marca 2008 | ISBN 978-40-91314-55-0 | 2 marca 2012 | ISBN 978-83-62866-38-0 |
| Lista rozdziałów 1. Będę przy tobie, gdy nadejdzie ten czas 2. Coś się wydarzyło, proszę pani 3. Ochronię go 4. Bliski przyjaciel 5. Bohater dojrzewa | | | | |
| 3 | 26 sierpnia 2008 | ISBN 978-40-91320-07-0 | 15 maja 2012 | ISBN 978-83-62866-39-7 |
| Lista rozdziałów 1. Nie będzie cię tutaj 2. Jak zawsze, dziękuję. 3. Co kryje komórka? 4. Chwila prawdy 5. Tajemnica | | | | |
| 4 | 26 stycznia 2009 | ISBN 978-40-91322-10-4 | 15 lipca 2012 | ISBN 978-83-62866-40-3 |
| Lista rozdziałów 1. Nieszczera ja 2. Co właściwie czujesz? 3. Ten kwiat nazywa się... 4. Czwarty z nich 5. Co mogę dla ciebie zrobić? | | | | |
| 5 | 26 czerwca 2009 | ISBN 978-40-91323-95-8 | 10 września 2012 | ISBN 978-83-62866-41-0 |
| Lista rozdziałów 1. Do tego, kogo kocham z całego serca 2. Kiedy spostrzegłeś? 3. Skrywany ból 4. Stracić jedno, by drugie ochronić 5. Zostań przy mnie | | | | |
| 6 | 26 lutego 2010 | ISBN 978-40-91327-74-1 | 19 listopada 2012 | ISBN 978-83-62866-42-7 |
| Lista rozdziałów 1. Najwspanialszy na świecie 2. Pocałunek 3. Postanowienie 4. Szansa na szczęśliwe zakończenie 5. Na piękne dziewczęta nie ma mocnych | Lista rozdziałów 1. Najwspanialszy na świecie 2. Pocałunek 3. Postanowienie 4. Szansa na szczęśliwe zakończenie 5. Na piękne dziewczęta nie ma mocnych                    | Lista rozdziałów 1. Najwspanialszy na świecie 2. Pocałunek 3. Postanowienie 4. Szansa na szczęśliwe zakończenie 5. Na piękne dziewczęta nie ma mocnych                    | Tomik 6 zawiera dwa dodatki o tematyce świątecznej, narysowane przez autorkę do specjalnego dodatku w Betsucomi: 1. Bożonarodzeniowy cosplay 2. Dla każdego coś dobrego w Nowy Rok | Tomik 6 zawiera dwa dodatki o tematyce świątecznej, narysowane przez autorkę do specjalnego dodatku w Betsucomi: 1. Bożonarodzeniowy cosplay 2. Dla każdego coś dobrego w Nowy Rok |
| Afera, w którą wplątali się Kurosaki i Teru dobiega końca. Niestety, Teru zostaje uprowadzona przez pana Arai. Czy wyśle do Kurosakiego sygnał SOS? | | | | |
| 7 | 26 lipca 2010 | ISBN 978-40-91333-84-1 | 18 stycznia 2013 | ISBN 978-83-62866-43-4 |
| Lista rozdziałów 1. Tylko ja wiem 2. Co zostało mi odebrane 3. Zagubione serce 4. W końcu się spotkamy 5. Prawda wychodzi na jaw | | | | |
| Kurosaki w końcu decyduje się wyznać Teru całą prawdę. Niestety, Akira ma w stosunku do niego pewne plany... Czy poczynania chłopaka zniszczą uczucie między naszymi bohaterami? | | | | |
| 8 | 26 października 2010 | ISBN 978-40-91334-79-4 | 10 marca 2013 | ISBN 978-83-62866-44-1 |
| Lista rozdziałów 1. Prawo do szczęścia 2. Ważna piosenka 3. Dwóch mężczyzn 4. Geneza grzechu 5. Dzień, w którym narodził się Daisy | | | | |
| Teru padła ofiarą spisku, na domiar złego Kurosaki wysłał jej wiadomość z dramatycznym wyznaniem, że to o ponosi winę za śmierć Soichiro. Osamotniona dziewczyna decyduje się wysłuchać opowieści o grzechu ukochanego i jego spotkaniu z jej bratem. Oto najnowszy tom, który z pewnością wyciśnie Wam z oczu łzy. | | | | |
| 9 | 26 kwietnia 2011 | ISBN 978-40-91337-90-0 | 10 maja 2013 | ISBN 978-83-62866-45-8 |
| Lista rozdziałów 1. Ponowne spotkanie 2. Konsekwencja grzechu 3. Chcę cię dotknąć 4. You've got mail 5. Zjawa powraca | | | | |
| 10 | 26 września 2011 | ISBN 978-40-91340-37-5 | 10 lipca 2013 | ISBN 978-83-62866-46-5 |
| Lista rozdziałów 1. Testy i próby 2. Wygląd to nie wszystko 3. Daisy bell 4. Narzeczony Reny 5. Wściekłość ukryta głęboko w sercu | | | | |
| Organizacja, która pracowała nad odtworzeniem i wykorzystaniem Jacka O'Frosta, została zniszczona. Zamieszany w tę sprawę Akira spotyka się z Kurosakim i sugeruje, że to jeszcze nie koniec problemów, a Teru wciąż grozi niebezpieczeństwo. Tymczasem z dziewczyną kontaktuje się osoba twierdząca, że zna sekret Kurosakiego. | | | | |
| 11 | 26 marca 2012 | ISBN 978-40-91343-16-1 | 18 września 2013 | ISBN 978-83-63769-67-3 |
| Lista rozdziałów 1. Za wcześnie, aby stać się takim mężczyzną 2. Niebezpieczna miłosna gra 3. Ostatnia wola, odpowiedź i przyjaźń 4. Decyzja dzieci, rozwiązanie dorosłych | | | | |
| Teru w końcu otrząsnęła się z lęku po napaści Akiry i stara się pozytywnie patrzeć w przyszłość. Niestety, Renę coraz bardziej martwi dziwne zachowanie jej narzeczonego, pana Morizono. W końcu prosi Teru o radę. Wtedy pojawia się właśnie on i zaciąga obie siłą do restauracji. Kurosaki otrzymuje o tym wiadomość i postanawia działać. | | | | |
| 12 | 26 czerwca 2012 | ISBN 978-40-91345-53-0 | 18 listopada 2013 | ISBN 978-83-63769-71-0 |
| 13 | 25 stycznia 2013 | ISBN 978-40-91350-80-0 | 17 stycznia 2014 | ISBN 978-83-63769-75-8 |
| 14 | 26 czerwca 2013 | ISBN 978-40-91352-67-5 | 18 marca 2014 | ISBN 978-83-64508-01-1 |
| 15 | 25 października 2013 | ISBN 978-40-91356-50-5 | 19 maja 2014 | ISBN 978-83-64508-02-8 |
| 16 | 26 lutego 2014 | ISBN 978-40-91357-60-1 | 18 lipca 2014 | ISBN 978-83-64508-30-1 |

## Odbiór
Manga została ogłoszona najlepszą nową mangą shōjo roku 2010, zdaniem czytelników serwisu about.com